# Jocky Wilson
John Thomas „Jocky“ Wilson (* 22. März 1950 in Kirkcaldy; † 24. März 2012 ebenda) war ein schottischer Weltmeister im Dartsport.
Er spielte von 1979 bis 1993 als Profi der British Darts Organisation (BDO). Er konnte in den Jahren 1982 (gegen John Lowe) und 1989 (gegen Eric Bristow) die Lakeside Professional World Darts Championship gewinnen.
1993 war Wilson einer der maßgeblich beteiligten Dartspieler, die sich von der BDO abspalteten und die Professional Darts Corporation (PDC) gründeten. Jedoch konnte er die starken Leistungen, die er in der BDO erbracht hatte, in der PDC nicht wiederholen. Sein größter Erfolg in dieser Zeit war das Erreichen des Viertelfinales beim World Matchplay 1994.

## Leben
Als Kind wurden Wilsons Eltern als ungeeignet erachtet, ihn großzuziehen, sodass Wilson einen Großteil seiner Kindheit in einem Waisenhaus verbrachte. Er begann in einem Pub in Kirkcaldy zu spielen. Die Wirtin des Pubs schenkte ihm ein gebrauchtes Dartboard zum Trainieren.
Wilson diente von 1966 bis 1968 in der britischen Armee, im First Battalion the Royal Scots, wo er in Pennycuik ausgebildet wurde und einen Teil seines Dienstes in Osnabrück absolvierte. Er arbeitete auch als Kohlenarbeiter, Fischverarbeiter und Bergmann in der Seafield Colliery in Kirkcaldy. Es war jedoch eine Phase der Arbeitslosigkeit, die Wilsons große Fähigkeiten förderte. Während dieser Zeit der Arbeitslosigkeit nahm er 1979 an einem Turnier in Butlins, Ayrshire, teil, das er gewann und den Hauptpreis von 500 £ einheimste. Sein Erfolg bei diesem Turnier motivierte ihn, Profi zu werden.
Wilson war bekannt dafür, viel Alkohol auf der Dartbühne zu trinken, bis zu fünf Pints Bier (ca. 2,9 Liter) am Abend. Mit 28 Jahren hatte er alle seine Zähne verloren, da er diese nie putzte, mit der Begründung, seine Großmutter habe ihm versichert, die Engländer würden das Wasser vergiften. Nach dem Gewinn seines ersten WM-Titels ließ er sich für 1200 Pfund ein Gebiss machen, das er nie trug, weil er davon, wie er sagte, rülpsen müsse.
Vor dem Gewinn der Weltmeisterschaft 1982 war Jocky Wilson für einige Zeit gesperrt worden, weil er einen Schiedsrichter geschlagen hatte. Hintergrund war eine Meinungsverschiedenheit über den damals stattfindenden Falklandkrieg. Wilson war mit einer Argentinierin verheiratet, die zudem die patriotischen Vornamen Malvina – der argentinische Name der Falkland-Inseln lautet Malvinas – und Eva nach Evita Peron trug. Das Ehepaar hatte drei Kinder. 1983 veröffentlichte Wilson seine Autobiographie Jocky Wilson's Own Story.
Jocky Wilson litt unter schweren Krankheiten, unter anderem an COPD, die aus seinem starken Alkohol-, Tabak- und Süßigkeitenkonsum resultierten, aber vermutlich auch aus seiner Arbeit als Bergmann. Dies führte letztendlich zu seinem Karriereende im Jahr 1995. Jedoch verkündete er dies nicht offiziell, sondern tauchte nach dem World Matchplay 1995 unter und lebte seitdem abgeschottet von der Öffentlichkeit in seiner Heimatstadt, alle Interviews ablehnend. Er lebte von einer Behindertenrente.
2011 drehte Julian Schwanitz einen 18-minütigen Dokumentarfilm über Wilson: Kirkcaldy Man. Im November 2013 wurde angekündigt, dass ein Spielfilm über sein Leben geplant werde.

## Karriere

### BDO-Karriere
1981 schlug Wilson im Finale des BDO Nations Cup den Weltranglistenersten Eric Bristow und den Engländer Cliff Lazarenko. Seine schottischen Teamkollegen beim 5:4-Sieg waren Kapitän Rab Smith und Angus Ross.
Seine größten Erfolge erzielte er bei den Weltmeisterschaften, zuerst 1982, als er John Lowe im Finale mit 5:3 besiegte, und dann sieben Jahre später, als er seinen anderen großen Rivalen Bristow in einem heute berüchtigten Match mit 6:4 besiegte. Bristow hatte bereits mit 0:5 zurückgelegen. Im zehnten Satz, beim Stand von 5:4 in den Sätzen und 2:2 in den Legs verwandelte Wilson schließlich den Matchdart. Dies sollte der letzte große Erfolg des Schotten sein, obwohl er in den nächsten Jahren noch gelegentlich Finale spielte.
Seine Bilanz bei den Weltmeisterschaften war insgesamt von großer Konstanz geprägt. Von seinem Debüt 1979 bis 1991 schaffte er es jedes Mal, mindestens das Viertelfinale zu erreichen. Neben seinen beiden Weltmeistertiteln erreichte er so achtmal das Viertelfinale und verlor dreimal das Halbfinale. 1992 und 1993 schied er im Lakeside Country Club allerdings in der ersten Runde aus.
Er hatte außerdem mehrere Gastauftritte im Fernsehen, darunter in der beliebten Darts-Quizshow Bullseye, moderiert von Jim Bowen, am 28. November 1982, produziert von Central Television.
In der Fernsehdokumentation Eric Bristow: Sports Life Stories beschrieb Bristow verschiedene psychologische Tricks, die er gegen seine Gegner einsetzte, um sie „durcheinander zu bringen“. Er erwähnte hierbei, dass die einzigen beiden Gegner, die ihm beim Händedruck zu Beginn eines Spiels in die Augen sahen, Wilson und Lowe waren. Sie hätten wie er „keine Angst“ gehabt. Er verwies auch auf Wilsons unorthodoxen Stil, wie etwa seine Tendenz, beim Werfen des dritten Darts mit der Schulter zu zucken. Bristow kommentierte, dass dies keine nachteiligen Auswirkungen auf die Genauigkeit zu haben schien, und beschrieb Wilson als einen „Einzelfall“. Bristow gab jedoch an, dass Wilsons sportlicher Niedergang auf die zunehmenden Mengen an alkoholischen Getränken zurückzuführen sei, die Wilson konsumierte, und bemerkte: „Am Ende trank er eine 40-Unzen-Flasche“.

### Ausstieg aus der BDO
Wilson schloss sich 1993 den anderen Spitzenprofis an, die sich von der vorherrschenden British Darts Organisation abspalteten und die WDC (jetzt Professional Darts Corporation) gründeten. Er konnte jedoch nicht an die Form anknüpfen, die ihn zu zwei Weltmeisterschaften gebracht hatte, und nahm nur an zwei PDC-Weltmeisterschaften teil, bei denen er kein einziges Spiel gewinnen konnte. Er verlor beide Gruppenspiele 1994 gegen Dennis Priestley und Graeme Stoddart und erneut 1995 gegen Priestley und Lowe.
Einer der Höhepunkte von Wilsons drei Jahren bei der WDC war sein Erreichen des Finales des WDC Skol UK Matchplay im März 1993, das auf ITV übertragen und auf Quadro-Dartscheiben gespielt wurde. Wilson wurde einer der wenigen Spieler, dem eine Aufnahme von 240 Punkten im Fernsehen gelang, indem er bei seinem Halbfinalsieg über John Lowe 3 Darts in die Quadruple 20 warf. Wilson verlor letztlich das Finale gegen Dennis Priestley.
Wilson erreichte das Viertelfinale des World Matchplay 1994 und verlor dort gegen den späteren Champion Larry Butler. Wilsons letzter Auftritt bei einem im Fernsehen übertragenen Turnier fand beim World Matchplay 1995 statt. Er schlug Rod Harrington in der ersten Runde mit 8:4, verlor jedoch in der zweiten Runde gegen Nigel Justice. Wilson trat dann nie wieder bei einem großen im Fernsehen übertragenen Event auf.
Wilson gab der Presse und dem Fernsehen danach keine Interviews mehr. Ein Reporter von Observer versuchte ihn im Januar 2007 zum 25. Jahrestag seines ersten Titelgewinns zu interviewen. Es gelang lediglich eine kurze Unterhaltung mit seiner Frau: „Seit er aufgehört hat, hat er kein Interview mehr gegeben und wird es auch nie tun. Er denkt, das ist alles Vergangenheit, es ist vorbei.“ Wilson sprach jedoch 2001 kurz mit The Scotsman. Trotz seines Rückzugs vom Dartsport kündigte die PDC im August 2009 ein neues Turnier namens „The Jocky Wilson Cup“ an, bei dem die besten Spieler Schottlands gegen die besten Spieler Englands antraten. England besiegte Schottland im Eröffnungsturnier im Dezember 2009 mit 6:0.

## Weltmeisterschaftsresultate

### BDO
- 1979: Viertelfinale (1:3-Niederlage gegen  John Lowe)
- 1980: Viertelfinale (0:3-Niederlage gegen  Eric Bristow)
- 1981: Viertelfinale (2:4-Niederlage gegen  Tony Brown)
- 1982: Sieger (5:3-Sieg gegen  John Lowe)
- 1983: Halbfinale (3:5-Niederlage gegen  Keith Deller; 2:0-Sieg im Spiel um Platz 3 gegen  Tony Brown)
- 1984: Halbfinale (5:6-Niederlage gegen  Dave Whitcombe)
- 1985: Viertelfinale (3:4-Niederlage gegen  Dave Whitcombe)
- 1986: Viertelfinale (2:4-Niederlage gegen  Dave Whitcombe)
- 1987: Halbfinale (0:5-Niederlage gegen  John Lowe)
- 1988: Viertelfinale (2:4-Niederlage gegen  Eric Bristow)
- 1989: Sieger (6:4-Sieg gegen  Eric Bristow)
- 1990: Viertelfinale (3:4-Niederlage gegen  Mike Gregory)
- 1991: Viertelfinale (3:4-Niederlage gegen  Kevin Kenny)
- 1992: 1. Runde (1:3-Niederlage gegen  Kevin Kenny)
- 1993: 1. Runde (0:3-Niederlage gegen  Dennis Priestley)

### PDC
- 1994: Gruppenphase (2:3-Niederlage gegen  Dennis Priestley und 1:3-Niederlage gegen  Graeme Stoddart)
- 1995: Gruppenphase (2:3-Niederlage gegen  Dennis Priestley und 0:3-Niederlage gegen  John Lowe)

## Turnierergebnisse
| Turnier                    | 1977                       | 1978                       | 1979                       | 1980                       | 1981                       | 1982                       | 1983                              | 1984                              | 1985                              | 1986                              | 1987                              | 1988                              | 1989                       | 1990                       | 1991                       | 1992                       | 1993               | 1994               | 1995               |
| -------------------------- | -------------------------- | -------------------------- | -------------------------- | -------------------------- | -------------------------- | -------------------------- | --------------------------------- | --------------------------------- | --------------------------------- | --------------------------------- | --------------------------------- | --------------------------------- | -------------------------- | -------------------------- | -------------------------- | -------------------------- | ------------------ | ------------------ | ------------------ |
| BDO-Major-Turniere         |                            |                            |                            |                            |                            |                            |                                   |                                   |                                   |                                   |                                   |                                   |                            |                            |                            |                            |                    |                    |                    |
| Weltmeisterschaft          | n/a                        | n/t                        | VF                         | VF                         | VF                         | S 2                        | HF                                | HF                                | VF                                | VF                                | HF                                | VF                                | S                          | VF                         | VF                         | 1R                         | 1R                 | n/t                | n/t                |
| Butlins Grand Masters      | n/t                        | VF                         | HF                         | VF                         | HF                         | VF                         | F                                 | AF                                | AF                                | AF                                | nicht ausgetragen                 | nicht ausgetragen                 | nicht ausgetragen          | nicht ausgetragen          | nicht ausgetragen          | nicht ausgetragen          | nicht ausgetragen  | nicht ausgetragen  | nicht ausgetragen  |
| World Matchplay            | nicht ausgetragen          | nicht ausgetragen          | nicht ausgetragen          | nicht ausgetragen          | nicht ausgetragen          | nicht ausgetragen          | nicht ausgetragen                 | 1R                                | 1R                                | F                                 | VF                                | VF                                | nicht ausgetragen          | nicht ausgetragen          | nicht ausgetragen          | nicht ausgetragen          | nicht ausgetragen  | nicht ausgetragen  | nicht ausgetragen  |
| British Professional       | nicht ausgetragen          | nicht ausgetragen          | nicht ausgetragen          | nicht ausgetragen          | S                          | n/t                        | S                                 | HF                                | VF                                | S                                 | VF                                | S                                 | nicht ausgetragen          | nicht ausgetragen          | nicht ausgetragen          | nicht ausgetragen          | nicht ausgetragen  | nicht ausgetragen  | nicht ausgetragen  |
| British Matchplay          | n/t                        | n/t                        | HF                         | S 1                        | S                          | VF                         | VF                                | kein Major-Turnier                | kein Major-Turnier                | kein Major-Turnier                | kein Major-Turnier                | kein Major-Turnier                | kein Major-Turnier         | kein Major-Turnier         | kein Major-Turnier         | kein Major-Turnier         | kein Major-Turnier | kein Major-Turnier | kein Major-Turnier |
| World Masters              | 1R                         | GP                         | 1R                         | HF                         | VF                         | F                          | AF                                | AF                                | 2R                                | HF                                | VF                                | VF                                | HF                         | F                          | 1R                         | nicht teilgenommen         | nicht teilgenommen | nicht teilgenommen | nicht teilgenommen |
| WDF-Platin-/Major-Turniere |                            |                            |                            |                            |                            |                            |                                   |                                   |                                   |                                   |                                   |                                   |                            |                            |                            |                            |                    |                    |                    |
| News of the World Ch'ship  | n/q                        | HF                         | nicht qualifiziert         | nicht qualifiziert         | nicht qualifiziert         | HF                         | nicht für Endturnier qualifiziert | nicht für Endturnier qualifiziert | nicht für Endturnier qualifiziert | nicht für Endturnier qualifiziert | nicht für Endturnier qualifiziert | nicht für Endturnier qualifiziert | VF                         | n/q                        | nicht ausgetragen          | nicht ausgetragen          | nicht ausgetragen  | nicht ausgetragen  | nicht ausgetragen  |
| WDF World Cup              | 3R                         | n/a                        | VF                         | n/a                        | F                          | n/a                        | F                                 | n/a                               | 2R                                | n/a                               | n/t                               | n/a                               | 1R                         | n/a                        | 4R                         | n/a                        | n/t                | n/a                | n/t                |
| WDF Europe Cup             | n/a                        | F                          | n/a                        | HF                         | n/a                        | VF                         | n/a                               | 1R                                | n/a                               | VF                                | n/a                               | HF                                | n/a                        | ?                          | n/a                        | 2R                         | n/a                | n/t                | n/a                |
| PDC-Ranking-Turniere       |                            |                            |                            |                            |                            |                            |                                   |                                   |                                   |                                   |                                   |                                   |                            |                            |                            |                            |                    |                    |                    |
| Weltmeisterschaft          | nicht ausgetragen          | nicht ausgetragen          | nicht ausgetragen          | nicht ausgetragen          | nicht ausgetragen          | nicht ausgetragen          | nicht ausgetragen                 | nicht ausgetragen                 | nicht ausgetragen                 | nicht ausgetragen                 | nicht ausgetragen                 | nicht ausgetragen                 | nicht ausgetragen          | nicht ausgetragen          | nicht ausgetragen          | nicht ausgetragen          | nicht ausgetragen  | GP                 | GP                 |
| World Matchplay            | nicht ausgetragen          | nicht ausgetragen          | nicht ausgetragen          | nicht ausgetragen          | nicht ausgetragen          | nicht ausgetragen          | nicht ausgetragen                 | nicht ausgetragen                 | nicht ausgetragen                 | nicht ausgetragen                 | nicht ausgetragen                 | nicht ausgetragen                 | nicht ausgetragen          | nicht ausgetragen          | nicht ausgetragen          | nicht ausgetragen          | nicht ausgetragen  | VF                 | AF                 |
| Karrierestatistiken        |                            |                            |                            |                            |                            |                            |                                   |                                   |                                   |                                   |                                   |                                   |                            |                            |                            |                            |                    |                    |                    |
| Jahresendplatzierung       | ?                          | 8                          | 7                          | 7                          | 4                          | 3                          | 2                                 | 4                                 | 6                                 | 6                                 | 6                                 | 5                                 | 5                          | 7                          | 6                          | ?                          | 10                 | unbekannt          | unbekannt          |
| Verband                    | British Darts Organisation | British Darts Organisation | British Darts Organisation | British Darts Organisation | British Darts Organisation | British Darts Organisation | British Darts Organisation        | British Darts Organisation        | British Darts Organisation        | British Darts Organisation        | British Darts Organisation        | British Darts Organisation        | British Darts Organisation | British Darts Organisation | British Darts Organisation | British Darts Organisation | PDC                | PDC                | PDC                |

| Legende zu den Turnierergebnissen | Legende zu den Turnierergebnissen | Legende zu den Turnierergebnissen | Legende zu den Turnierergebnissen | Legende zu den Turnierergebnissen | Legende zu den Turnierergebnissen | Legende zu den Turnierergebnissen | Legende zu den Turnierergebnissen | Legende zu den Turnierergebnissen | Legende zu den Turnierergebnissen |
| --------------------------------- | --------------------------------- | --------------------------------- | --------------------------------- | --------------------------------- | --------------------------------- | --------------------------------- | --------------------------------- | --------------------------------- | --------------------------------- |
| n/t                               | nicht teilgenommen                | n/q                               | nicht qualifiziert                | n/a                               | nicht ausgetragen                 | #R                                | Aus in jeweiliger Runde           | GP                                | Aus in der Gruppenphase           |
| AF                                | Achtelfinalist                    | VF                                | Viertelfinalist                   | HF                                | Halbfinalist                      | F                                 | Turnierfinalist                   | S                                 | Turniersieger                     |

## Titel

### BDO

#### Major
- Weltmeister: (2) 1982, 1989
- British Professional Champion: (4) 1981, 1983, 1986, 1988

#### Andere
- Bullseye Champion: (2) 1980, 1981
- British Matchplay Sieger: (2) 1980, 1981
- Golden Darts Tournament – Sieger im Doppel: (1) 1980 (mit Angus Ross)
- MFI World Pairs Sieger: (1) 1988 (mit Ritchie Gardner)
- Nations Cup Sieger: (1) 1981 (mit Angus Ross und Rab Smith)

### WDF
- Europe Cup – Sieger im Team: (1) 1978 (mit Eric MacLean, Rab Smith und George Nicoll)
- British Open Sieger: (1) 1982
- Finnish Open Sieger: (1) 1986

### Sonstige
- Scottish Master: (3) 1980, 1983, 1984
- Jersey Festival Sieger: (1) 1980
- Autumn Gold Cider Master: (2) 1984, 1985